# Schachen bei Vorau
Schachen bei Vorau là một đô thị thuộc huyện Hartberg thuộc bang Steiermark, nước Áo. Đô thị Schachen bei Vorau có diện tích 19,05 km², dân số thời điểm cuối năm 2005 là 1229 người.